# William Henry Pickering
William Henry Pickering, född 15 februari 1858 i Boston, död 16 januari 1938 i Mandeville, Jamaica, var en amerikansk astronom. Han var bror till Edward Charles Pickering. 
Pickering blev 1880 assistent i fysik vid Teknologiska institutet i Boston, 1887 assistent och 1890 professor i astronomi vid Harvarduniversitetet i Cambridge. Han blev ledamot av American Academy of Arts and Sciences 1883 samt tilldelades Lalandepriset 1905 och Jules Janssens pris 1909. Pickering pensionerades 1923.
Pickering, som bland annat hade sin verksamhet förlagd vid Harvardobservatoriets filialstation i Arequipa i Sydamerika, utförde en mängd värdefulla undersökningar, framför allt inom astrofysiken, över planeternas och månens ytförhållanden, över satelliter, meteorer, föränderliga stjärnor med mera. Hans observationer av förändringar hos vissa månkratrar, särskilt Linné och Platon, väckte mycket uppseende. 
År 1898 upptäckte han Saturnus nionde satellit, Phoebe, och 1904 den tionde, Themis, Themis återsågs dock aldrig.
Bland Pickerings större utgivna arbeten kan nämnas Astronomical photography (1895), Visual observations of the moon and the planets (1900) och Photographic atlas of the moon (1903).
Asteroiden 784 Pickeringia är uppkallad efter honom och brodern.